# Zabol
För andra betydelser, se Zabol (olika betydelser).
Zabol uttal (fil) (persiska زابل) är en stad i östra Iran. Den ligger i den nordligaste delen av provinsen Sistan och Baluchistan och har cirka 135 000 invånare. Staden är huvudort i regionen Sistan, ett område i gränslandet mellan Iran och Afghanistan. Den är också administrativt centrum för delprovinsen (shahrestan) Zabol.

## Geografi
Zabol ligger nära sjön Hamun och regionen bevattnas av floden Helmand. Zabol är förbunden via väg till Milak och Zaranj (på andra sidan gränsen i Afghanistan). Delaram-Zaranj motorvägen ger vägförbindelse till resten av Afghanistan. Zabol ger därmed Afghanistan tillgång till Arabiska havet och Persiska viken via hamnen i Chabahar.

## Klimat
Området runt Zabol är välkänt för sin "120-dagars vind" (bād-e sad-o-bist-roz), en ihållande dammstorm på sommaren som blåser från norr till söder. Försvinnandet av de närliggande Hamoun våtmarkerna på 2000-talet har förvärrat de dammiga förhållandena i Zabol, vilket ledde till att Världshälsoorganisationen utnäämnde Zabol till världens mest förorenade stad år 2016. I en studie från 2017 i tidskriften Preventive Medicine uppgavs att skadan från 30 minuters cykling utomhus i Zabols förorenade luft uppväger fördelarna med motionen.
Zabol har ett varmt ökenklimat (Köppen klimatklassifikation BWh).